# Buzzcocks
Buzzcocks – brytyjska grupa punkrockowa z Manchesteru, założona przez Pete’a Shelleya i Howarda Devoto (później w Magazine) po koncercie Sex Pistols w Londynie w lutym 1976 roku. Jedna z kluczowych grup punkowych pierwszej generacji; inspiracja dla późniejszej manchesterskiej sceny muzycznej i ruchu indie.
Pete Shelley w wieku 63 lat zmarł w Tallinnie w Estonii 6 grudnia 2018 roku. Przyczyną śmierci muzyka był atak serca.

## Skład

### Aktualni członkowie
- Steve Diggle – gitara, gitara basowa (od 1976)
- Tony Barber – gitara basowa (od 1992)
- Danny Farrant – perkusja (od 2006)

### Byli członkowie
- Howard Trafford – wokal (1976-1977)
- Garth Davies – gitara basowa (1976,1977)
- Mick Singleton – perkusja (1976)
- John Maher – perkusja (1976-1989, 1992)
- Pete Shelley – wokal, gitara (1976-2018; zmarły 2018)
- Barry Adamson – gitara basowa (1977)
- Steve Garvey – gitara basowa (1977-1992)
- Mike Joyce – perkusja (1990-1991)
- Steve Gibson – perkusja (1992)
- Phil Barker – perkusja (1992-2006)

## Dyskografia

### Albumy
- „Time’s Up” (bootleg) – 1976
- „Another Music in a Different Kitchen” – 1978
- „Love Bites” – 1978
- „Singles Going Steady” (kompilacja) – 17 września 1979
- „A Different Kind of Tension” – 15 maja 1980
- „Operators Manual” – 12 listopada 1991
- „Entertaining Frriends – Live” 1992
- „Trade Test Transmissions” – 1993
- „All Set” – 14 maja 1996
- „BBC Sessions” 1996
- „Modern” – 1999
- „Time’s Up” – rozszerzone wydanie, 2000
- „Buzzcocks” – 2003
- „Flat-Pack Philosophy” – 2006

### Single
- „Spiral Scratch EP” – 1976
- „Time’s Up EP” – 1976
- „Orgasm Addict” (7 października 1977)
- „What Do I Get” (3 lutego 1978) – #37 UK
- „I Don’t Mind” (14 kwietnia 1978) – #55 UK
- „Love You More” (30 czerwca 1978) – #34 UK
- „Ever Fallen in Love?” (8 września 1978) – #12 UK
- „Promises” (17 listopada 1978) – #20 UK
- „Everybody’s Happy Nowadays” (2 marca 1979) – #29 UK
- „Harmony in My Head” (13 lipca 1979) – #32 UK
- „Time’s Up EP” (sierpień 1979) – #31 UK (ponowne wydanie)